# Eleições para a Câmara dos Conselheiros do Japão em 2010
As eleições para a Câmara dos Conselheiros do Japão de 2010 foram realizadas em 11 de julho. 

## Resultados

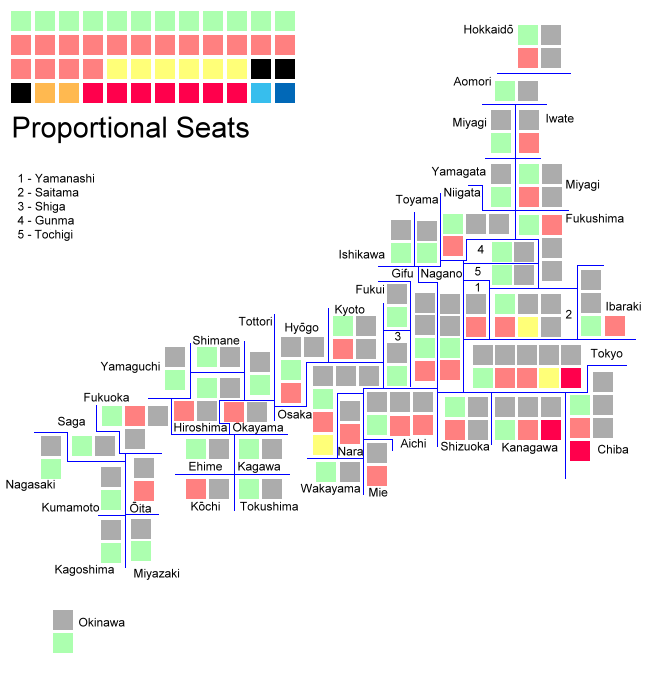
Assentos ganhos por partido: PLD – Partido Liberal Democrata (verde); PDJ – Partido Democrático do Japão (salmão);NK – Novo Komeito (amarelo);PCJ – Partido Comunista Japonês (preto);PSDJ – Partido Social Democrata (laranja);SP – Seu Partido (vermelho); PSN – Partido do Sol-Nascente (Azul claro); SK – Shintō Kaikaku (Azul)